# Hecyra

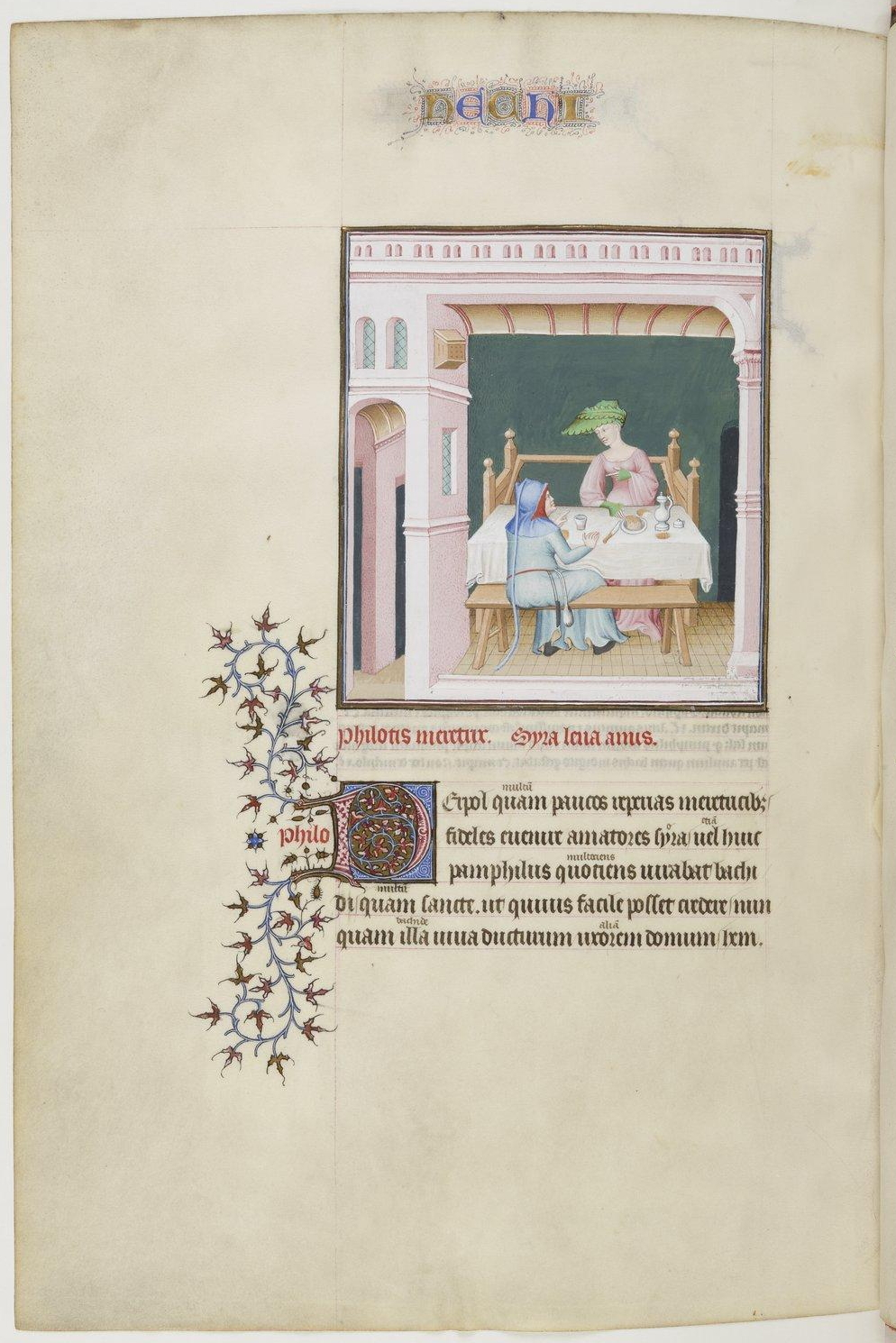
Miniature illustrant un manuscrit médiéval de L'Hécyre, Térence des ducs, f.209v.

Hecyra (en français L'Hécyre ou La Belle-mère) est une comédie latine œuvre du poète comique romain Térence, sur une musique pour flûtes égales de Flaccus, esclave de Claudius.

## Histoire
L'Hecyra fut un échec à ses deux premières mises en scène. La première en 165 av. J.-C. a été interrompue, quand la rumeur se propagea qu'on donnait un combat de gladiateurs. En 160 av. J.-C., la représentation a été annulée lorsque le théâtre a été pris d'assaut lors d'une manifestation.
Ce ne fut qu'à la troisième représentation au cours de la même année que la comédie eut du succès,grâce à la persévérance de Lucius Ambiuius Turpio.

## Trame
Hecyra est inspirée de pièces d'Apollodore de Caryste.
Le jeune Pamphile, pour faire plaisir à son père Lachès, épouse Philomène alors qu'il est amoureux de la courtisane Bacchis. Pamphile s'absente de la maison pour affaires et, à son retour, il constate que son épouse est retournée chez ses parents. 
Dans un premier temps, la fuite de Philomène est attribuée au mauvais caractère de sa belle-mère Sostrata, mais Pamphile découvre rapidement la vraie cause : son épouse a abandonné le toit conjugal car elle va bientôt donner le jour à un enfant, fruit d'un viol subi peu avant son mariage. Touché dans son honneur, Pamphile veut que son épouse rentre à la maison, que les vraies raisons de leur séparation restent secrètes et que l'on continue à attribuer la fuite au conflit entre son épouse et sa belle-mère. Cette dernière se déclare prête à se retirer à la campagne afin de laisser place libre aux  jeunes époux.
Lachès de son côté craint que son fils soit encore influencé par son amour pour Bacchis et va la trouver afin de la convaincre de renoncer à son fils. 
L'intrigue est finalement dénouée par l'intervention de la courtisane qui, sur la demande de Lachès, se rend chez Philomène afin de la rassurer : la liaison entre elle et Pamphile est de l'histoire ancienne. 
La mère de Philomène, Myrryina, reconnait la bague que Bacchis porte à son doigt (offerte par Pamphile), c'est la même que celle que portait sa fille Philomène et qui lui a été arrachée lors de l'agression : c'est donc Pamphile le coupable du viol perpétré durant une fête pendant laquelle le jeune homme s'était enivré. Cela fait de lui le père légitime du nouveau-né. Après avoir pris congé avec affection et gratitude de la généreuse Bacchis, il peut de nouveau accueillir son épouse à la maison.

## Postérité
Un brin musical d'Hecyra a été copié au XVIIIe siècle par le compositeur italien Arcangelo Corelli, d'après un manuscrit du Xe siècle et a été pendant longtemps considéré comme l'unique rescapé de l'ensemble de l'ensemble de la musique ancienne de romaine. Cependant ceci est infirmé par les commentaires de Thomas J. Mathiesen.